# Piedimonte San Germano
Piedimonte San Germano là một đô thị ở tỉnh Frosinone trong vùng Lazio, có vị trí cách khoảng 110 km về phía đông nam của Roma và khoảng 35 km về phía đông nam của Frosinone. Tại thời điểm ngày 31 tháng 12 năm 2004, đô thị này có dân số 5.360 người và diện tích là 17,4 km².
Piedimonte San Germano giáp các đô thị: Aquino, Castrocielo, Colle San Magno, Pignataro Interamna, Terelle, Villa Santa Lucia.